# Palazzo Gazzoli
Palazzo Gazzoli è un palazzo storico di Terni risalente al XVIII secolo.
Costruito nel 1795 su richiesta del diacono e futuro cardinale Luigi Gazzoli, membro della potente famiglia ternana dei Gazzoli, il palazzo fu progettato dall'architetto romano Andrea Vici sui resti di antichi edifici romani tra cui un impianto termale riportato alla luce nel corso degli ultimi restauri.
Lo schema architettonico del palazzo deriva da quello del palazzo tardo rinascimentale romano, con una corte interna su cui si affaccia un loggiato a doppio ordine e volte affrescate a grottesche. Le sale del piano nobile sono decorate con scene mitologiche e a grottesche eseguite da Liborio Coccetti.
Dopo un periodo di degrado, il palazzo è stato restaurato dall'Istituto per l'edilizia pubblica di Terni che ne è l'attuale proprietario.
Dall'inizio del 2015 il palazzo è sede della Procura della Repubblica di Terni, in attesa della realizzazione della "Cittadella della giustizia".